# Cantone di Alvarado
Il cantone di Alvarado è un cantone della Costa Rica facente parte della provincia di Cartago.

## Geografia antropica

### Suddivisioni amministrative
Il cantone  è suddiviso in 3 distretti:
- Capellades
- Cervantes
- Pacayas